# Мелік Ашраф ібн Тімурташ
Мелік Ашраф ібн Тімурташ — володар Азербайджану (1343–1356) та правитель північно-заходного Ірану з іранської династії Чобанідів.

## Життєпис
Був онуком засновника династії Чобана та братом попереднього володаря Азербайджану — Хасана Кучака (правив у 1338–1343 роках).
Держава Ашрафа ібн Тімурташа була знищена золотоординським ханом Джанібеком. Ашраф не зумів організувати військо й намагався втекти, але був виданий хану і вбитий.